# Andronik Asen
Andronik Asen (gr. Ανδρόνικος Ασάν, zm. 1322) – despota Morei, panował od 1316 roku aż do swojej śmierci w roku 1322.

## Życiorys
Andronik był synem cara Bułgarii Iwana Asena III i córki cesarza bizantyjskiego Michała VIII Paleologa, Ireny Paleologiny. Po wybuchu powstania w Bułgarii rodzina Andronika uciekła do Bizancjum. Po śmierci Michała I Kantakouzenosa cesarz Andronik II Paleolog mianował go despotą Morei.
W czasie swojego krótkiego panowania wplątał się w wojny z sąsiednimi państwami łacińskimi, ostatecznie jednak wygrywając w tych konfliktach.
Andronik Asen doczekał się czwórki dzieci:
- Manuel Komnenos Asen - dowódca wojskowy, strateg i gubernator Bizye
- Jan Asen - dowódca wojskowy, gubernator Melenikonu i Morrhy.
- Irena Asanina - żona cesarza Jana VI.
- Helena Asanina